# مورنینگ موسومه
مورنینگ موسومه (انگلیسی: Morning Musume) یک گروه دخترانه ژاپنی است که دومین فروش کلی تک آهنگ (یک گروه زن) را در نمودارهای اوریکون از فوریه ۲۰۱۲ دارد، با رکورد اوریکون در ده آهنگ برتر. با داشتن ۶۴ عدد از آنها.